# John Ripard
John C. Ripard (* 7. März 1930 auf Malta) ist ein maltesischer Segler und Unternehmer.

## Sportkarriere

### Fischen
In jungen Jahren war er dem Unterwasserfischen sehr zugetan. Unter anderem vertrat er sein Land im Jahre 1959 bei den World Underwater championships in Portugal. 

### Segeln
Ripards wahre Leidenschaft war jedoch das Segeln. Schon vier Jahre zuvor, 1955, startete er für Malta bei den Mittelmeerspielen in Barcelona in der Snipe-Klasse. Im Jahre 1960 nahm er zusammen mit seinem Bruder Paul in der  Star-Klasse an den Olympischen Sommerspielen in Rom teil.
In der Folgezeit fuhr er zahlreiche Regatten, unter anderem vor Tunesien, Italien und Sizilien.
1968 gewann Ripard mit seinem Boot „Josian“ das erste Middle Sea Race (heute: Rolex Middle Sea Race) vor Malta. Diesen Triumph konnte er zwei Jahre später mit der „Ticca“ wiederholen. Außerdem gewann er in seiner Klasse zweimal eine Regatta vor Genua.

### Schiedsrichter
Anfang der 1980er Jahre wurde er zum internationalen Schiedsrichter gewählt. 
1983 war Ripard Vorsitzender des Rennkomitees beim Louis Vuitton Cup. Beim America’s Cup des Jahres 1987, ausgetragen vor Fremantle (nahe dem australischen Perth), fungierte er als wechselnder Schiedsrichter. Auch bei den Wettbewerben der Jahre 1988, 1992 und 1995 war Ripard Mitglied der internationalen Jury. 
Der Höhepunkt seiner Schiedsrichterlaufbahn war die Berufung für die Jury zu den Olympischen Sommerspielen 1996. Die Segelwettbewerbe hierbei fanden in Savannah (Georgia) statt.

### Ehrungen
Am 13. Dezember 1992, während der Feiern zum maltesischen Republic Day, erhielt Ripard aus den Händen des Staatspräsidenten Censu Tabone die Midalja ghall-Qadi tar-Repubblika (englisch: Medal for Service to the Republic).
Ripard steht als Präsident dem Royal Malta Yacht Club vor.

## Unternehmer
Heutzutage ist Ripard Präsident des Port Cottonera Consortiums, eines Architekten- und Stadtplanungsbüros, das Entwicklungskonzepte für die maltesischen Städte erarbeitet. 
Außerdem leitet er als Vorsitzender und Eigner zusammen mit seinem Sohn die John Ripard & Son (Shipping) Limited, die führende Schiffsagentur des Archipels. Die Familie führt das Unternehmen seit 1901 bereits seit vier Generationen.

## Teilnahmen (Auswahl)

### Fischer
- 1959: World Underwater championships

### Segler
- 1955: Mittelmeerspiele
- 1960: Olympische Sommerspiele (Platz 25)
- 1968: Rolex Middle Sea Race (gewonnen)
- 1970: Rolex Middle Sea Race (gewonnen)

### Schiedsrichter
- 1983: Louis Vuitton Cup
- 1987: America’s Cup
- 1988: America’s Cup
- 1992: America’s Cup
- 1995: America’s Cup
- 1996: Olympische Sommerspiele

## Auszeichnungen
- 1992: Midalja ghall-Qadi tar-Repubblika